# Writers Guild of America

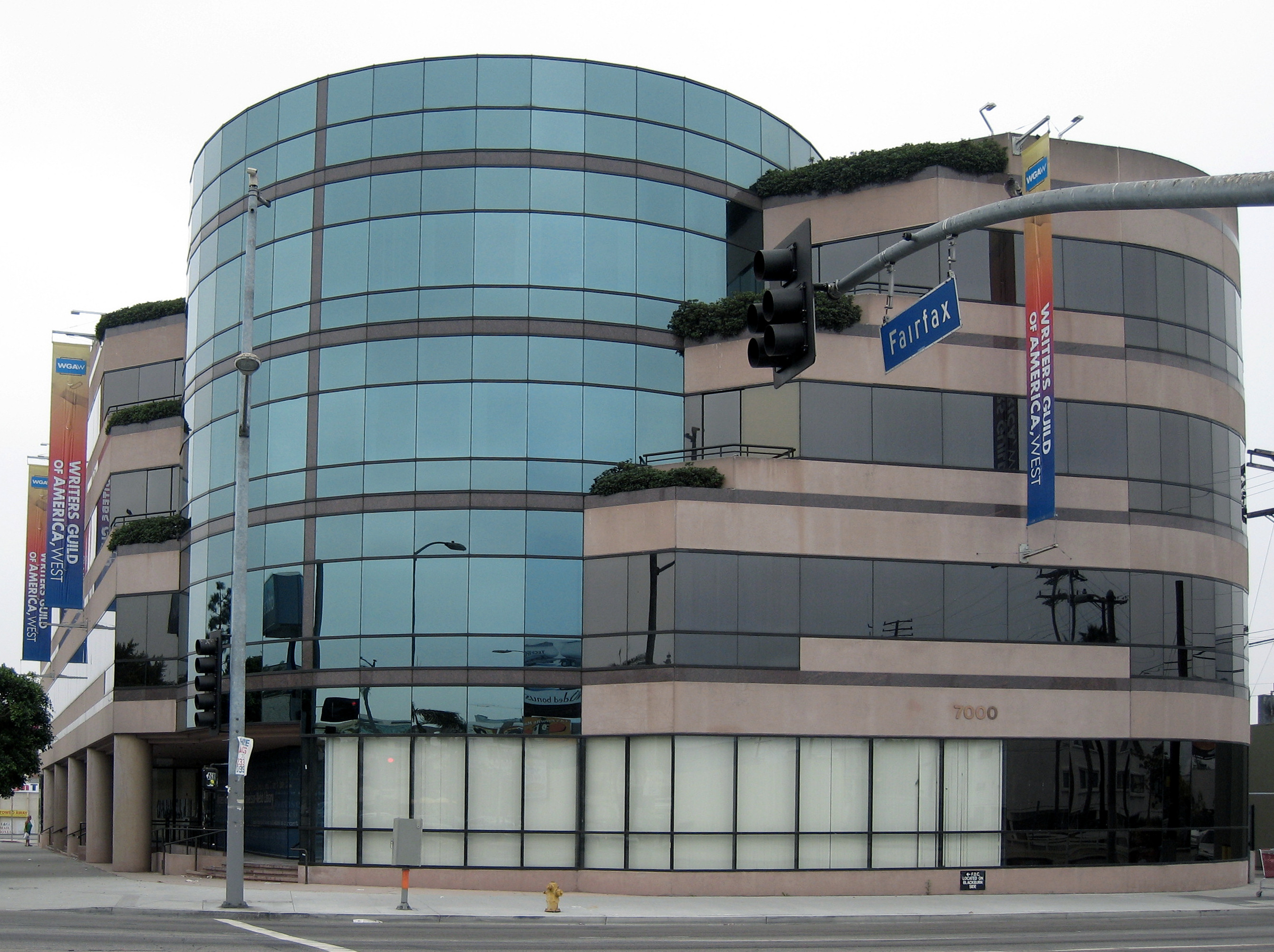
Kantoor van de Writers Guild of America

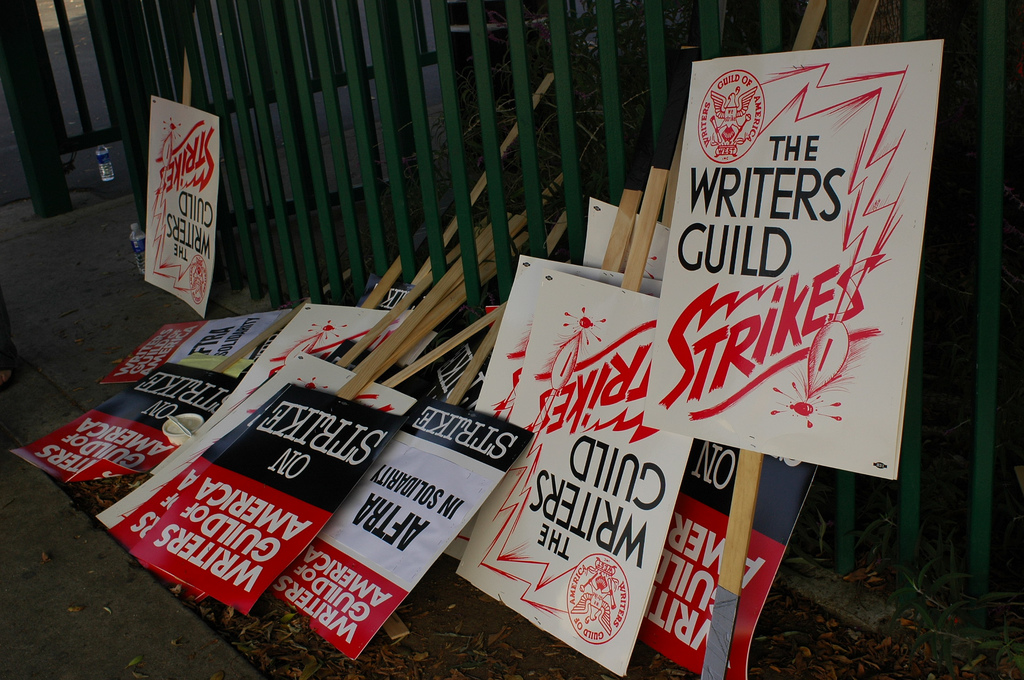
Protestborden van schrijvers

Writers Guild of America is een naam die wordt gebruikt door twee samenwerkende organisaties, de Writers Guild of America, east en de Writers Guild of America, west. Beide organisaties vertegenwoordigen enkele duizenden scenarioschrijvers die actief zijn in de Amerikaanse film- en televisieindustrie. Daarnaast organiseren de organisaties gezamenlijk een jaarlijkse prijsuitreiking.

## Stakingen
De Writers Guild of America heeft in het verleden meerdere stakingen georganiseerd. In 1988 legden 9000 schrijvers het werk van 7 maart tot en met 7 augustus neer. De James Bondfilm Licence to Kill ondervond onder andere hinder van deze staking omdat producent Michael G. Wilson genoodzaakt was het scenario zelf af te schrijven.
Van 5 november 2007 tot en met 9 februari 2008 vond opnieuw een staking plaats, dit keer onder meer dan 10.000 schrijvers. Zij eisten dat de vergoeding per verkochte media als dvd's omhoog gaat. Toen in de jaren 80 de VHS-band opkwam werd door filmstudio's vastgesteld dat de schrijvers 0,3% van de opbrengst per band krijgen. De populariteit van dit medium was destijds zeer klein. Inmiddels is de dvd/video-industrie zo groot geworden (4,8 miljard omzet tegenover 1,8 miljard omzet door bioscopen) dat de schrijvers een hogere vergoeding eisen. Daarnaast kosten dvd's veel minder om te produceren dan VHS-banden. Daarnaast was een van de cruciale punten ook vergoeding voor de distributie via nieuwe media, zoals het internet. De stakingen kregen het eerst effect op Amerikaanse talkshows, die begonnen met herhalingen.